# Hypercourt
Hypercourt is een gemeente in het Franse departement Somme (regio Hauts-de-France). De plaats maakt deel uit van het arrondissement Péronne. Hypercourt is op 1 januari 2017 ontstaan door de fusie van de gemeenten Hyencourt-le-Grand, Omiécourt en Pertain. 
1. ↑  Populations de référence 2022.